# Idée de nation

Le symbole "Idée de nation".

 (août 2023).
L'idée de nation est un symbole nationaliste ukrainien, créé en 1992 et actuellement utilisé par différents groupes de l'armée ukrainienne notamment le régiment Azov.

## Description
Le symbole «Idée de Nation» est un monogramme des lettres « I » et «N». La forme d'écriture de la lettre «N» correspond à l'orthographe ukrainienne traditionnelle et ancienne. Un monogramme formé en entrelaçant les lettres spécifiées et la lettre " I " verticalement et au centre coupe l'élément transversal de la lettre " N ". 

## Historique
Le symbole « Idée de nation » a été créé en 1992 comme emblème du Parti social-national d'Ukraine. L'auteur du symbole est l'artiste Nestor Proniuk, membre fondateur du SNPU, qui en a occupé les fonctions de « officier pour la propagande et l'agitation » et « officier pour les relations extérieures ». Il a développé un symbole graphique sur ordre du Comité des plénipotentiaires (l'organe collégial de la direction du SNPU).
Le monogramme bleu était affiché sur les banderoles du parti, le monogramme noir était affiché sur les banderoles de la Société d'assistance aux forces armées et à la marine «Patriote d'Ukraine» . La couleur des banderoles dans les deux cas était dorée.
Plus tard, il a été utilisé par des organisations qui faisaient partie de l'Assemblée sociale-nationale.

## Polémique
Ce symbole a été critiqué, pour sa ressemblance supposée avec le Wolfsangel utilisé par différentes organisations d'extrême droite dans l'Allemagne nazie. Une telle allégation a été notamment promue par la propagande russe lors de l'invasion de l'Ukraine par la Russie.
Cependant, selon Oleksiy Rains, l'auteur d'un livre sur l'histoire de ce symbole, le symbole « Idée de la nation » est en réalité un symbole de facto du nationalisme ukrainien en général, lié à l'histoire de ce peuple et est également considéré comme le symbole national de l'Ukraine, au même titre que le trident, le blason officiel de l'Ukraine.
Dans un entretien avec Oleksiy Rains, Nestor Proniuk a également nié toute inspiration ou lien avec le Wolfsangel allemand.